# Клечковац
Клечковац (на сръбски: Клечковац) е село в Босна и Херцеговина, разположено в община Соколац, в ентитета на Република Сръбска. Намира се на 1276 метра надморска височина. Населението му според преброяването през 2013 г. е 19 души, от тях: 19 (100 %) сърби.

## Население
Численост на населението според преброяванията през годините:
- 1961 – 165 души
- 1971 – 157 души
- 1981 – 96 души
- 1991 – 67 души
- 2013 – 19 души